# Retinografía

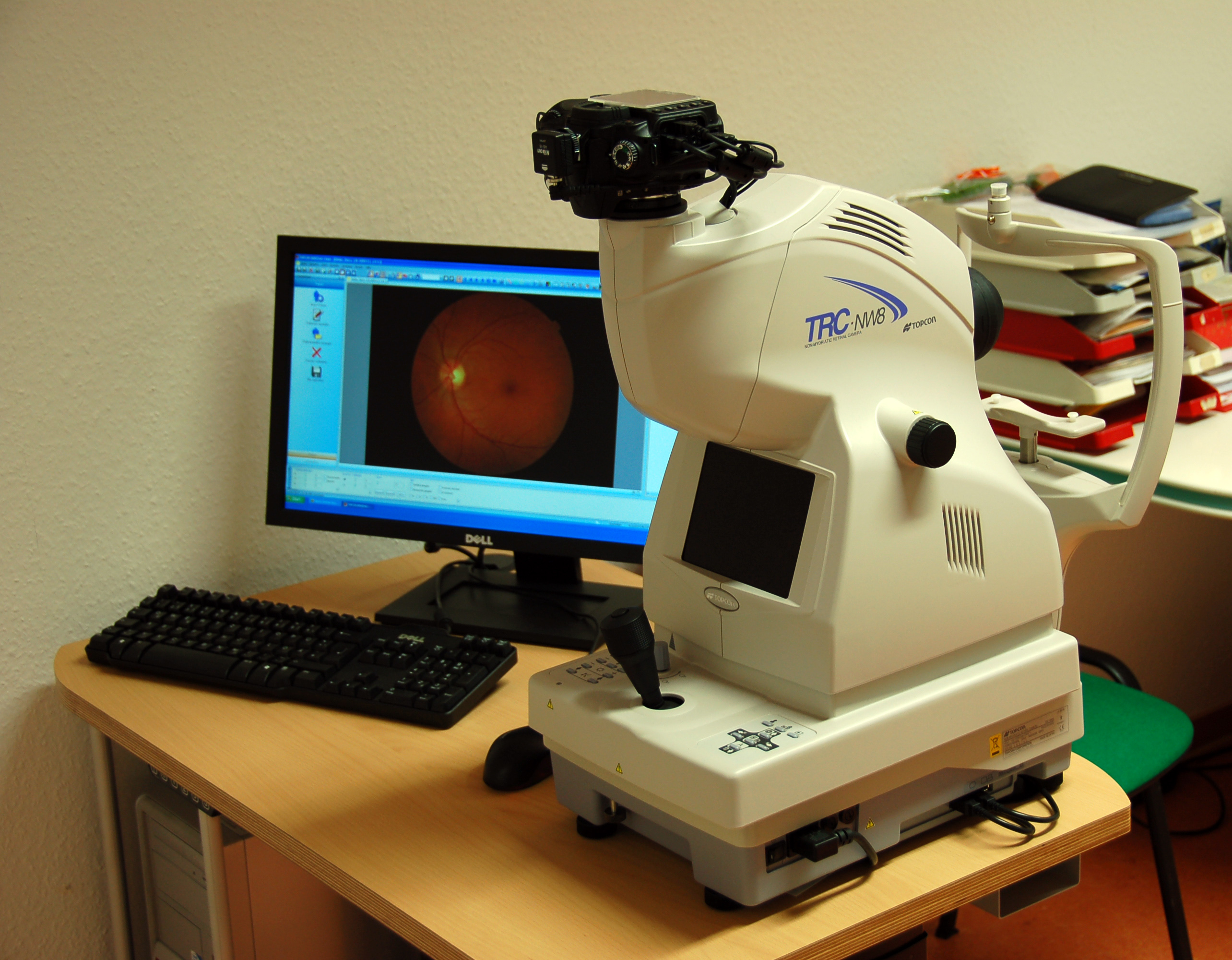
cámara de fondo

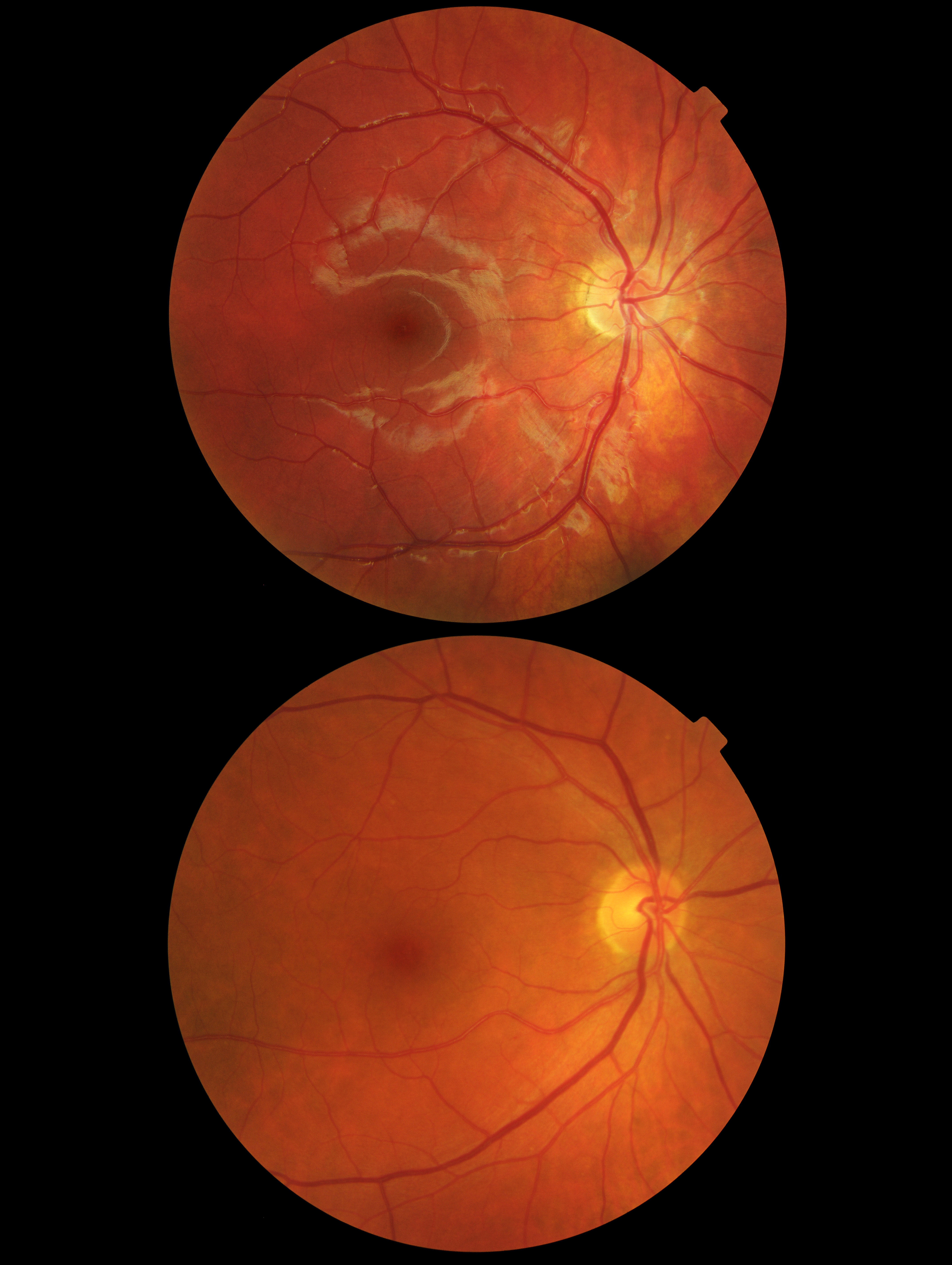

La retinografía es una técnica que se utiliza en medicina para obtener fotos en color de la retina. La retina es la capa de tejido sensible a la luz que se encuentra en el interior del ojo, gracias a la cual es posible la visión.
Mediante este procedimiento se pueden detectar diferentes enfermedades que afectan a la retina, como la retinopatía diabética, la retinopatía hipertensiva, la retinosis pigmentaria y la degeneración macular asociada a la edad.
Las imágenes obtenidas pueden almacenarse en un sistema informático y enviarse para que sean estudiadas en un lugar diferente a donde fueron realizadas.
Este sistema ha demostrado su utilidad para la detección temprana de la retinopatía diabética que es una enfermedad ocular que afecta a los pacientes con diabetes mellitus y constituye una de las principales causas de ceguera en los países desarrollados.
La retinografía es una prueba sencilla, útil, segura y muy cómoda para el paciente. La única molestia que ocasiona es la relacionada con la necesidad de dilatar la pupila mediante gotas para conseguir imágenes de calidad.